# Irena Dodalová
Irena Dodalová (rozená Rosnerová, provdaná Leschnerová, později Dodalová, 29. listopadu 1900 Ledeč nad Sázavou – 1. července 1989 Buenos Aires) byla československá filmová producentka, scenáristka, režisérka animovaného a dokumentárního filmu a divadelní pedagožka. Se svým manželem Karlem Dodalem založili v Praze první české studio animovaného filmu IRE-film.

## Život
Narodila se v rodině učitele židovského náboženství Arnolda Rosnera v Ledči nad Sázavou. Studovala na českých i německých školách (obchodní školy pro ženy, studium operního zpěvu v Deutscher Theaterverein in Brünn. Do jejích studií zasáhl rozvod rodičů; s matkou a mladším bratrem Rudolfem se přestěhovala z Brna do Prahy. Pracovala jako koncesionářka i úřednice. Její první manželství s Leem Leschnerem se po krátké době rozpadlo. Po návratu z Německa a Francie, kde praktikovala ve filmovém průmyslu, získala místo „obchodovedoucí“ v pražské kosmetické firmě Lavecký. Obchodní zkušenosti i kulturní přehled uplatnila po setkání s Karlem Dodalem v roce 1932. Nezaměstnanému filmaři-expertovi v trikovém filmu a jeho ženě-animátorce, pomohla zajistit novou práci v oboru. Iniciovala založení prvního filmového studia kresleného filmu v Praze nazvaného IRE-film, kde také ona mohla realizovat své tvůrčí ambice. 

### IRE-film
Vedoucím ateliéru, výtvarníkem a kameramanem ateliéru IRE-film se stal Karel Dodal. Hlavní animátorkou byla jeho bývalá manželka Hermína, která se po rozvodu vrátila k dívčímu jménu Týrlová. Producentkou, kreativní ředitelkou, autorkou scénářů, režijní a životní partnerkou Dodala byla „paní Irena“ (sňatek 1935).
Zajišťovala také mezinárodní prezentaci Ire-filmu, např. na festivalu v Benátkách – Všudybylovo dobrodružství (1936), Fantasie érotique (1937), Myšlenka hledající světlo (1938), na Světové výstavě v Paříži v roce 1937 (Fantaisie érotique).
V období 1934–1938 vyrobil IRE-film na 30 animovaných propagačních a reklamních snímků. Dodalovi experimentovali s technikou kresleného (Všudybylovo dobrodružství, Nezapomenutelný plakát) a loutkového filmu (Tajemství lucerny), i s  barevným (systém Gasparcolor) a abstraktním filmem (Fantasie érotique, reklamní verze Hra bublinek). Poslední prací ateliéru se stal autorský experimentální film Myšlenka hledající světlo, reflektující formou abstraktních symbolů přibližující se válečnou katastrofu.
Dodalovi marně doufali, že jim realizace filmových reklam vytvoří podmínky i pro realizaci autorské tvorby (např. Filmovému poradnímu sboru v roce 1936 navrhovali film o Praze, českém folklóru, abstraktní film Poem, loutkové filmy na motivy knih R.U.R., Ze života hmyzu a Broučky). Ateliér IRE-film ukončil svou činnost v roce 1938.

### Okupace Československa
Na konci první republiky uvažovali Dodalovi o exilu do Francie, později do USA, kam odcestoval Karel Dodal koncem roku 1938. Krátce po vzniku protektorátu Böhmen und Mähren se podařilo Ireně Dodalové odeslat z Prahy do USA manželovi vybavení filmového ateliéru (kamera ad.) a filmy vyrobené ateliérem IRE-film. Díky zařizování i dalších obchodních a rodinných záležitosti se jí však již nepodařilo opustit protektorát. V té době již žila s matkou na Zbraslavi, odkud denně dojížděla do zaměstnání ve fotografickém ateliéru v nedaleké Praze. V květnu 1942 byla Irena Dodalová na základě udání zatčena gestapem a vyslýchána, mj. s ohledem na manželovu emigraci. V červnu 1942 byla s matkou transportem s označením AAe deportována do ghetta v koncentračním táboře Terezín (Theresienstadt). Tam pracovala v zemědělství a ve zpracování slídy.
Během svého věznění se Irena Dodalová zapojila do kulturního života v ghettu. Mj. inscenovala dramatizaci veršů Françoise Villona, uváděnou též pod titulem Betlerballade (Žebrácká balada). Hudbu k představení napsal skladatel Viktor Ullmann, výpravu navrhl Adolf Aussenberg. K tradici židovského údělu provázeného pogromy se obracela dramatizace In mitt´n Weg (Uprostřed cesty). Záběry z této divadelní inscenace zaznamenal v roce 1944 štáb Aktuality. Mezi fragmenty filmu Theresienstadt. Ein Dokumentarfilm aus dem jüdischen Siedlungsgebiet /Terezín. Dokumentární film z židovského sídelního území (1944-1945), se tato ukázka z představení nedochovala. Pouze v osobním archivu kameramana a střihače Ivana Friče se zachoval z inscenace jediný filmový výstřižek – tvář umírajícího Žida, který tajně vynesl ze střižny.

### Theresienstadt 1942
Na podzim roku 1942 dostala Dodalová od komandatury SS příkaz natočit film o ghettu. První scénář k filmu s názvem Ghetto Theresienstadt. Rohenentwurf einer Filmreportage (Ghetto Theresienstadt. Hrubý náčrt filmové reportáže) nebyl schválen. Zachovaný text obsahuje popis poměrů v ghettu, včetně bloudění starých lidí ztracených v absurdním světě ghetta. Závěrečná triková sekvence sarkasticky komentovala popis „zlepšování“ poměrů v ghettu tak, jak jej zachycovaly statistiky, vytvářené kreslírnou pro komandaturu. Podle druhé verze scénáře měl film zachytit příběh rodiny Holländerových. Ti dostanou v Praze předvolání, odjíždějí a z Bohušovic jdou s kufry pěšky do ghetta. Tam se postupně seznamují s jeho provozem. Na scenáristických přípravách spolupracovali Petr Kien, Jindřich Weil a Adolf Aussenberg. Specifikou terezínského natáčení byla skutečnost, že se filmování účastnili kromě Dodalové i další věznění Židé pod dohledem SS Obersturmführera Herberta Otto. Film snímala skupina berlínských kameramanů, v ghettu probíhal i střih filmu. Úvodní část snímku, v níž se připravuje v Praze židovská rodina na cestu do Terezína, byla natočena německými kameramany v Praze bez terezínského filmového štábu. Film zřejmě v Berlíně nevyhovoval, nebyl dokončen a servisní kopie se nezachovala.
Informace Dodalové v publikaci The Black Book. The Nazi crime against the Jewish People o tom, že tajně vynesla v krabicích výstřižky z filmu a ukryla je, byla po léta považována za její výmysl. Zmiňovaný filmový materiál identifikovala v roce 2004 Eva Strusková, a to ve filmovém materiálu prof. Lubora Dohnala. Krabici s filmovým svitkem přivezl do Prahy kdosi ze Švýcarska koncem 60. let. Původně byl považován za zbytky filmu Kurta Gerrona.
Téma filmování v terezínském ghettu představila veřejnosti výstava v galerii Roberta Guttmanna, připravená v roce 2013 ve spolupráci Židovského muzea v Praze (Jana Šplíchalová), Národního filmového archivu (Eva Strusková) a Památníku Terezín (Tomáš Fedorovič) pod názvem „Pravda a lež. Filmování v ghettu Terezín 1942–1945“. Na výstavě byla poprvé publikována montáž nalezených a digitalizovaných výstřižků Dodalové z natáčení v ghettu roku 1942 nazvané Ghetto Terezín 1942 (Výstřihy). Uveden tu byl také snímek německého kameramana SS Hauptsturmfürera Olafa Sigismunda, který si na 16mm kameru natáčel konání filmového štábu Ireny Dodalové (snímek nalezl po letech holandský historik Karel Margry v polském archivu pod názvem Obóz koncentracyjny w Teresinie).

### Emigrace

#### USA
Irena Dodalová spolu s matkou a dalšími asi 1 200 terezínskými vězni odjely 5. února 1945 do Švýcarska, kde se dočkaly konce války. Poté se vydala za manželem do New Yorku, kde založili studio Irena Film Art, zaměřené na tvorbu kreslených a didaktických filmů (film o mlékařství The Inside Story of Milking, 1946, osvětový One people/Jeden lid). V roce 1947 dokončili pro Cooperative League of the United States of America (Družstevní liga USA) film There were three Men (Byli tři muži). Další projekty, např. pro OSN, se jim nepodařilo prosadit. Únor 1948 přerušil jejich jednání o spolupráci s československým filmem.

#### Argentina
V roce 1948 přijali manželé Dodalovi dvouletou smlouvu od tehdejšího argentinského ministra kultury Oscara Ivanisseviche, aby v Buenos Aires vedli kurzy na filmové škole (Ciné Escuela Argentina). Po pádu Perónovy vlády bylo jejich oddělení animovaného filmu zrušeno.
Karel Dodal pokračoval ve výrobě kreslených reklamních spotů. Na počátku 60. let opustil manželku a vrátil se do USA. Uplatnění našel posléze v NASA.
Z tvorby Dodalových se v argentinském Filmovém museu /Museo del cine/ zachovaly 16mm kopie filmů La reina de las ondas (Královna vln, verse čs. filmu o Všudybylovi) a film El gigante bueno (Dobrý obr – o ohleduplnosti při kácení dřeva) z let 1949–1950.
V Argentině se Irena Dodalová od počátku 50. let věnovala filmové dokumentaristice; o kvalitě její tvorby z divadelního prostředí svědčí např. baletní Apollon Musagete (1951). Ve filmech se obracela také k argentinskému folklóru a natáčela dokumenty o aztéckých památkách (60. léta). Její filmy se uváděly na latinskoamerických i evropských filmových festivalech. O filmu přednášela také v televizi.
V roce 1959 založila a vedla amatérský divadelní soubor Primer Teatro Experimental Argentino de Cámara (První argentinské experimentální komorní divadlo). V roce 1972 založila další soubor a s neherci se vrátila mj. k terezínským inscenacím.

### Archiv IRE-filmu
O filmy ateliéru pečovala Irena Dodalová léta v zahraničí a toužila vrátit tuto kapitolu historie české animace zpět do Prahy. Toto přání jí pomohl splnit Vladimír Opěla, který zajistil v samém závěru života Ireny Dodalové v roce 1989 transfer jedinečného filmového materiálu do filmového archivu v Praze. Snímky zařadila Michaela Mertová do filmografie Český animovaný film I. 1920–1945 jakožto důležitou kapitolu vývoje českého reklamního a animovaného filmu. 

## Filmografie (výběr)
- 1935: Maminčin výlet do nebe (kreslená reklama na spotřebiče Elektro Praga)
- 1936: Všudybylovo dobrodružství (propagační kreslený film Radiojournalu)
- 1936: Tři muži (barevný kreslený film na prací prostředek firmy Pilňáček)
- 1937: Fantaisie érotique (barevný abstraktní film), Hra bublinek (reklamní verze Fantaisie na Schichtovo mýdlo Saponia)
- 1938: Myšlenka hledající světlo (abstraktní, experimentální film)
- 1942: Ghetto Terezín 1942 (Výstřihy) (nedochovala se servisí kopie, pouze 100 výstřižků)
- 1947: There Were Three Men (barevný kreslený film propagující myšlenku družstevnictví)
- 1951: Apollon Musagete (scény z baletu v choreografii Georga Balanchina, hudba Igor Stravinský)